# Cartea ucayala
Cartea ucayala is een vlindersoort uit de familie van de prachtvlinders (Riodinidae), onderfamilie Riodininae.
Cartea ucayala werd in 1907 beschreven door Thieme.